# Otaria (sommergibile 1935)
L’Otaria è stato un sommergibile della Regia Marina.

## Storia
Dopo l'entrata in servizio fu destinato al IV Gruppo Sommergibili di Taranto e nel 1936 fu trasferito a Napoli. Fra il dicembre 1936 e l'agosto 1937 prese clandestinamente parte alla guerra di Spagna con due missioni (operando sia in acque spagnole che nel canale di Sicilia); in un solo caso giunse a portare a termine l'attacco, lanciando infruttuosamente un siluro contro un cacciatorpediniere. 
Dal dicembre 1938 operò in Mar Rosso e in Oceano Indiano (con base a Massaua) per verificare le qualità della classe nei mari caldi. Allo scoppio della guerra era comunque rientrato in Italia sin dal mese di marzo 1940.
Dal 19 giugno al 5 luglio 1939, agli ordini del CC Giuseppe Vocaturo (in comando dal 16 gennaio 1939) compì una crociera in Oceano Indiano insieme ad un altro sommergibile, il Brin, con risultati piuttosto deludenti.
Dopo un breve periodo in Mediterraneo si decise di inviarlo in Atlantico. L’Otaria partì da La Spezia il 23 settembre 1940 e passò lo stretto di Gibilterra cinque giorni dopo; si verificarono però gravi avarie che obbligarono il sommergibile a dirigere immediatamente per Bordeaux (sede della base atlantica di Betasom). 
Il 14 ottobre lasciò la base per la seconda missione atlantica; il 17 ottobre fu oggetto dell'attacco di un idrovolante Short Sunderland, ma riuscì a respingerlo e a danneggiarlo. Fra il 30 ottobre ed il 3 novembre avvistò più volte vari mercantili, ma non poté attaccarli causa guasti e maltempo. Il 5 novembre cercò di colpire un mercantile di grosse dimensioni con due siluri, senza però riuscirci; quattro giorni dopo individuò una portaerei e tre cacciatorpediniere, ma non riuscì ad avvicinarsi a causa delle avverse condizioni meteomarine. 
Il 24 gennaio salpò per la terza missione ma sopraggiunsero importanti guasti che costrinsero al rientro: l’Otaria arrivò a Bordeaux il 1º febbraio. 
Il 6 febbraio poté ripartire e dopo una settimana arrivò nella sua zona d'agguato; non avendo però trovato nessuna nave intraprese la rotta di ritorno il 24, giungendo a destinazione il 1º marzo. 
L'8 maggio lasciò Bordeaux al comando del capitano di corvetta Giuseppe Vocaturo e, nonostante nuovi problemi meccanici, riuscì il 20 maggio a silurare e affondare il piroscafo inglese Starcross (4662 tsl). Tre giorni dopo, al largo della Gironda, trasse in salvo due sopravvissuti (gli unici) del peschereccio francese Notre Dame de Chalet, colato a picco da un sommergibile inglese; il 25 maggio l’Otaria attraccò a Bordeaux. 
Il 7 settembre 1941 lasciò Bordeaux per rientrare in Mediterraneo: dopo una settimana attraversò lo stretto di Gibilterra (subendo anche caccia antisommergibile che però non causò danni gravi) e il 19 arrivò a Napoli. 
Il 31 gennaio 1942 partecipò ai tentativi di salvataggio degli uomini rimasti intrappolati nel relitto del sommergibile Medusa, affondato dal britannico Thorn. A partire dall'1.20 del 1º febbraio l'Otaria (al comando del capitano di corvetta Emilio Berengan) iniziò a pompare aria all'interno del relitto e proseguì sino alle 19 del giorno successivo, quando la violenza del mare (il tempo era infatti andato peggiorando) fece perdere alla sua àncora la presa sul fondale: l'Otaria iniziò a essere spinto dalle onde e questo provocò la rottura delle manichette. Il sommergibile fu obbligato ad allontanarsi (quando, il 4 febbraio, la tempesta si placò, i sopravvissuti del Medusa erano ormai morti).
Il 13 giugno 1942 (mentre si trovava in mare nell'ambito della Battaglia di mezzo giugno) fu attaccato da un ricognitore Sunderland che colpì con le mitragliere, danneggiandolo e obbligandolo a ritirarsi. 
Svolse poi quattro missioni di trasporto per la Libia, per un totale di 119 tonnellate di rifornimenti trasportate (63 di benzina, 45,3 di munizioni e 11,3 di provviste). 
Partecipò alla Battaglia di mezzo agosto, ma non riuscì a portarsi all'attacco. 
Logorato dal servizio di guerra, nel febbraio 1943 fu assegnato alla Scuola Sommergibili di Pola per la quale effettuò 101 missioni di addestramento. 
In seguito all'armistizio si consegnò agli Alleati ad Augusta e da lì si trasferì a Malta; il 6 ottobre 1943 tornò in Italia e fu poi impiegato per esercitazioni antisommergibili dagli Alleati. 
Il 1º febbraio 1948 fu radiato e quindi avviato alla demolizione. 
Aveva svolto 14 missioni offensive (6 in Atlantico e 8 in Mediterraneo), 14 di trasferimento, 4 di trasporto e 101 addestrative, navigando nel solo Mediterraneo per 14.439 miglia in superficie e 1355 in immersione.